# Syrmatia
Genre
Syrmatia est un genre d'insectes lépidoptères de la famille des Riodinidae et de la sous-famille des Riodininae. 
Ils résident en Amérique.

## Dénomination
Le genre a été décrit par l'entomologiste allemand Jakob Hübner en 1819  sous le nom de Syrmatia.

## Liste des espèces
- Syrmatia aethiops Staudinger, 1888; présent au Costa Rica en Colombie et au  Brésil.
- Syrmatia astraea Staudinger, 1888; présent en Colombie.
- Syrmatia lamia Bates, 1868; présent au Brésil.
- Syrmatia nyx (Hübner, [1817]); présent au Costa Rica en Colombie, au Venezuela, à Trinité-et-Tobago et au  Brésil.

## Source
- Syrmatia sur funet